# Šentrupert, Laško
Šentrupert este o localitate din comuna Laško, Slovenia, cu o populație de 361 de locuitori.